# Terrorisme en 2021
Chronologie du terrorisme
- 2017
- 2018
- 2019
- 2020
- 2021
- 2022
- 2023
- 2024
- 2025

Cet article comprend une liste non exhaustive d'attentats et attaques notables ayant eu lieu dans le monde en 2021, dans l'ordre chronologique, qu'ils aient été ou non meurtriers.

## Événements

### Janvier
- Niger : le 2 janvier, deux villages près de la frontière malienne sont visés par des raids de djihadistes faisant au moins cent morts et une vingtaine de blessés[1].
- États-Unis : le 6 janvier, durant l'Assaut du Capitole des États-Unis par des partisans de Donald Trump à Washington, une bombe artisanale est posée devant le siège du Parti républicain et deux autres au sein même du Capitole des États-Unis. Elles sont toutes désamorcées par les forces de sécurité[2]. Des enquêtes ultérieures prouvent que, de plus, certains des émeutiers avaient pour projets d'enlever ou tuer des élus démocrates ou républicains non-trumpistes.
- Cameroun :
  - le 7 janvier, sur la route Bamenda-Mbengwi, à une trentaine de kilomètres au nord de Bamenda, des bonbonnes de gaz explosent à côté du convoi du préfet du département du Momo, provoquant au moins cinq morts (dont quatre militaires et une civile) et trois blessés. Le préfet et une partie du convoi arrivent à s'enfuir alors que des hommes armés ouvrent le feu sur les véhicules encore en état de rouler. Les autorités camerounaises francophones accusent les séparatistes anglophones, ce qui en ferait le plus lourd bilan en un an pour les militaires camerounais engagés contre la rébellion ambazonienne[3].
  - le 8 janvier, une kamikaze de Boko Haram se fait exploser dans un village proche de la Frontière entre le Cameroun et le Nigeria, faisant treize morts dont huit enfants[4].
- Afghanistan : le 17 janvier, deux femmes juges de la Cour suprême afghane sont assassinées par balle à Kaboul et leur chauffeur est blessé, l'attentat n'est pas revendiqué, les autorités accusent les Talibans en incluant ces meurtres à une série d'assassinats ciblés en cours depuis septembre 2020 dont la plupart ont été attribués aux Talibans[5].
- Irak : le 21 janvier, durant la campagne pour les élections législatives anticipées, un double-attentat-suicide à la ceinture d'explosifs sur le marché de vêtements d'occasion de la place Tayaran de Bagdad cause 32 morts et 110 blessés, il est revendiqué par l'État islamique[6] ; il s'agit du plus lourd attentat commis en Irak depuis un autre commis sur la même place le 15 janvier 2018 faisant au moins 38 morts[7], également durant une campagne pour des élections législatives avec le même mode opératoire[6].
- Inde : le 29 janvier 2021, une explosion a lieu devant l'ambassade d'Israël à New Delhi (déjà visée par un attentat à la bombe qui avait fait quatre blessés en 2012) et à proximité d'une cérémonie où se trouvaient plusieurs responsables gouvernementaux et militaires dont le Premier ministre de l'Inde Narendra Modi, ne causant toutefois que des dégâts matériels[8] ; selon l'enquête il s'agit d'un acte malveillant mené avec un engin de « très faible intensité »[8].
- Syrie (zone contrôlée par la Turquie et ses alliés) :
  - le 30 janvier, à Afrine, l'explosion d'un véhicule piégé tue huit civils[9] ;
  - le 31 janvier, un attentat à la voiture piégée contre un centre culturel d'Azaz tue sept civils et en blesse environ 30[9] ;
  - le même jour, près d'Al-Bab, une voiture piégée explose sur un barrage de rebelles pro-turcs, tuant cinq d'entre eux[9].
- Somalie : le 31 janvier, une voiture piégée explose contre l'Afrikhotel à Mogadiscio, un hôtel très fréquenté par les officiels somaliens, qui est ensuite attaqué par un commando armé, suivi d'un siège de six heures par la police[10] ; l'attaque provoque la mort d'au moins cinq civils (dont un agent de sécurité et le général à la retraite célèbre en Somalie Mohamed Nur Galal) et en blesse dix, sur les quatre membres du commando trois sont abattus par la police et un se fait exploser, les Shebabs revendiquent l'attentat[10],[11].

### Février
- Mali : le 3 février à 6h du matin, des djihadistes à moto et avec un véhicule blindé attaquent un poste de Boni (entre Douentza et Hombori dans la région de Mopti), tuant 10 militaires maliens et en blessant 8 autres ; des frappes aériennes françaises de représailles tuent une vingtaine de djihadistes et détruisent le véhicule blindé et 16 des motos utilisées ; Taydat, l'organe de propagande d'Al-Qaïda, revendique l'attaque au nom du groupe qui leur est allié GSIM[12].
- Tunisie : le 3 février, alors que l'Armée tunisienne menait une opération de ratissage antiterroriste contre la phalange Okba Ibn Nafaa, une branche locale d'Al-Qaïda au Maghreb islamique, sur le Mont Mghila, 4 militaires meurent en explosant sur une mine artisanale[13].
- Liban : le 4 février, l'intellectuel chiite modéré Lokman Slim, régulièrement menacé car il était opposé aux partis politiques chiites parfois violents Hezbollah et Amal, est retrouvé tué par balle dans sa voiture dans la région d'Al-Adoussiyeh (Gouvernorat du Liban-Sud), la piste d'un assassinat de la part du Hezbollah en raison des positions politiques de Slim est privilégiée par son entourage[14].
- Afghanistan :
  - le 11 février, un convoi de la Mission d'assistance des Nations unies en Afghanistan qui se dirigeait de Kaboul à Jalalabad est attaqué dans le village de Tang-e Habreshim (district de Surobi), 5 policiers membres du service de protection des diplomates étrangers (mais aucun membre de l'ONU) sont tués, l'État islamique revendique l'attentat, les autorités afghanes disent soupçonner également une participation du Réseau Haqqani ce que ce dernier nie[15] ;
  - le 13 février, profitant d'un immense incendie de plus de 300 camions-citernes au poste-frontière d'Islam Qala, le principal poste-frontière entre l'Iran et l'Afghanistan - incendie d'origine inconnue qui en lui-même cause au moins 50 morts et 20 blessés - les Talibans y attaquent un poste de sécurité, le bilan de l'assaut n'a pas été communiqué[16],[17] ;
- République démocratique du Congo : dans la nuit du 15 au 16 février, au moins 10 civils sont massacrés par balles et par arme blanche à Kalembo (Territoire de Beni) ; Donat Kibuana, l'administrateur du territoire de Beni, accuse les ADF car celles-ci ont perpétré une tuerie par jour dans le territoire depuis le 5 février, causant environ 50 morts[18].
- Nigeria : le 17 février à Kagara, 42 personnes, dont 27 élèves, sont enlevées par des hommes armés.
- Afghanistan :
  - le 20 février, trois explosions de mines dans trois quartiers différents de Kaboul provoquent 5 morts (2 militaires, 2 policiers, 1 civile) et 2 blessés civils, l'attentat n'est pas revendiqué[19] ;
  - le 21 février, l'explosion à Kaboul d'une voiture de police avec une bombe aimantée activée à distance provoque 2 morts (1 policier et 1 enfant civil) et 5 blessés civils, l'attentat n'est pas revendiqué[20] ;
  - le 21 février également, une explosion sur un marché de la province du Helmand tue 1 civil et blesse 15 personnes (dont 2 policiers), cet attentat n'est pas revendiqué non plus[20].
- Niger : le 22 février, jour du second tour de l'élection présidentielle nigérienne de 2020-2021, 7 membres de la Commission électorale nationale indépendante de Tillabéri meurent dans l'explosion de leur véhicule, qui avait roulé sur une mine à Waraou, un village proche de Dargol (région de Tillabéri), 3 autres personnes sont blessées, la date et le fait que l'accident ait eu lieu dans la "région des trois frontières" où les groupes djihadistes commettent de très nombreuses exactions fait penser aux autorités nigériennes à un acte terroriste, un suspect est arrêté[21].
- République démocratique du Congo : le 22 février, dans le Parc national des Virunga, un convoi de la Mission de l'Organisation des Nations unies en République démocratique du Congo est attaqué par des hommes armés, qui tuent 1 chauffeur congolais puis tentent d'enlever Luca Attanasio, l'ambassadeur d'Italie en RDC ; lui et son garde du corps italien seront mortellement blessés peu après lors d'un échange de tirs entre les assaillants - qui parviennent à s'échapper - et les rangers du parc, et décèderont dans un hôpital de Goma ; le fait que certains assaillants parlaient le kinyarwanda fait soupçonner aux autorités congolaises qu'il s'agissait d'un groupe armé rwandais sans savoir lequel[22].

### Mars
- Pays-Bas : le 3 mars, une explosion qualifiée de « démentielle » ravage un centre de vaccination à Bovenkarspel. L'explosion a eu lieu au petit matin, il n'y a pas de victime[23].
- Suède : le 3 mars, 8 personnes ont été blessés, dont 2 grièvement, dans une attaque au couteau à Vetlanda. L'assaillant a été blessé par balles aux jambes lors de son arrestation. Les autorités suspectent fortement un « crime terroriste »[24].
- Niger : le 15 mars, des attaques djihadistes font au moins 66 morts dans la région de Tillabéri, près de la zone tri-frontalière avec le Mali et le Burkina Faso[25].
- États-Unis : le 16 mars, 3 fusillades successives ont lieu dans la région d'Atlanta visant des salons de massage asiatiques et faisant 8 morts. Un suspect de 21 ans est arrêté, selon le FBI la motivation raciale dans ces fusillades fait peu de doute[26].
- Niger : le 21 mars, 3 villages ont été attaqués par des groupes djihadistes dans la région de Tahoua, près du Mali. Ces raids ont causé la mort d'au moins 137 personnes[27].
- Indonésie : le 28 mars, après la messe des rameaux, un kamikaze se fait exploser devant la cathédrale de Makassa, blessant au moins 14 personnes[28].

### Avril
- Mali : le correspondant français pour Libération et Le Point Olivier Dubois disparaît le 8 avril, le GSIM diffuse une vidéo le 5 mai de lui qui révèle à la fois qu'il est vivant et qu'il s'agit d'un enlèvement que l'organisation revendique[29].
- Pakistan : le 18 avril 2021, des militants du parti islamiste et d'extrême-droite pakistanaise Tehreek-e-Labbaik Pakistan (TLP) - dont le chef venait d'être arrêté et qui venait d'être classé par le gouvernement pakistanais comme groupe terroriste à la suite de manifestations anti-françaises qui ont provoqué la mort de 6 policiers pakistanais - prennent en otage 11 policiers pakistanais dans une mosquée privée de Lahore ; tous les policiers seront libérés vivants le 19 avril, à la suite de négociations selon le ministère de l'intérieur, ou à la suite d'une intervention de la police qui aurait provoqué 3 morts et 20 blessés par balle parmi les militants selon les chefs du TLP[30].
- Royaume-Uni (Irlande du Nord) : alors que l'Irlande du Nord est agitée depuis des jours par des émeutes unionistes, une bombe est placée sous la voiture d'une policière dans la ville de Dungiven, mais découverte le 19 avril avant qu'elle n'explose, la piste terroriste est largement privilégiée par rapport à la piste criminelle[31].
- Pakistan : le 21 avril, une bombe explose dans le parking d'un hôtel de luxe de Quetta (capitale du Baloutchistan) où séjournait une délégation de représentants chinois dont l'ambassadeur de Chine, faisant 4 morts et 12 blessés - dont l'ambassadeur ne fait pas partie - l'attentat n'est pas revendiqué[32], bien que les indépendantistes du Front de libération du Baloutchistan aient multiplié les attaques contre les représentants de la Chine depuis quelques années.
- France : le 23 avril à Rambouillet un ressortissant tunisien, Jamel Gorchane, tue au couteau une fonctionnaire de police, Stéphanie Monfermé, en criant "Allah Akbar" avant d'être lui-même abattu[33].
- Burkina Faso : le 27 avril, 3 ressortissants européens - 2 journalistes espagnols et un humanitaire irlandais - sont enlevés et exécutés par des terroristes dans l'est du pays, à la suite d'une confrontation avec les autorités burkinabaises, AQMI est suspecté d'être l'auteur de cette prise d'otage[34].

### Mai
- Burkina Faso : le 3 mai, au moins 30 personnes sont tuées dans une attaque djihadiste à Kodyel[35].
- Maldives : le 6 mai, le président du Conseil du peuple et ancien Président de la République des Maldives Mohamed Nasheed est gravement blessé dans un attentat à la moto piégée à Malé et doit être hospitalisé dans un état critique, 4 autres personnes dont son garde du corps sont également blessées, la tentative d'assassinat n'est pas revendiquée[36].
- Afghanistan : le 8 mai, 85 personnes sont tuées et plus de 300 blessées lors d'une attaque contre une école pour filles à Kaboul lorsqu'une voiture piégée explose devant l'établissement et que 2 autres bombes détonnent quand les écolières sont sorties pour fuir[37].
- Afghanistan : le 10 mai, 11 personnes sont tuées et 25 blessées lors d'une explosion contre un bus dans la province de Zaboul[38].
- Afghanistan : le 14 mai, 12 personnes sont tuées dans un attentat à la bombe dans une mosquée de la banlieue de Kaboul[39].
- Pérou : le 24 mai, 18 villageois ont été abattus dans le village de San Miguel del Ene par la guérilla marxiste du Sentier Lumineux[40].

### Juin
- Ouganda : le 1er juin, quatre hommes armés sur une voiture ont ouvert le feu contre un convoi transportant le ministre ougandais des transports Katumba Wamala, le blessant, la fille de Wamala et son chauffeur sont tués lors de l'attaque.
- Burkina Faso : le 5 juin, le village de Solhan est attaqué dans la nuit par des jihadistes, le raid cause la mort d'au moins 160 villageois, un poste de l'armée est aussi attaqué[41].
- Canada : le 6 juin, à London de la province d'Ontario, un homme fonce volontairement et de façon prémédité sur une famille avec son pick-up faisant 4 morts et 1 blessé grave puis est interpellé ; il justifie son acte par une haine des musulmans[42].
- Afghanistan : le 15 juin, plusieurs attaques ont visées des équipes médicales chargées de la campagne de vaccination contre la poliomyélite faisant au moins 5 morts. Les Talibans sont accusés, ceux-ci étant opposés à toute campagne de vaccination[43].
- Niger : le 24 juin, dans la région de Tillabéri, plusieurs attaques d'hommes à motos ont lieu et font 19 morts au moins parmi les civils des villages[44].

### Juillet
- Haïti : le 7 juillet, le président haïtien, Jovenel Moïse, est assassiné dans sa résidence de Pétion-Ville, les membres du commando (des Haïtiens et des mercenaires colombiens) l'ayant tué sont tous arrêtés ou tués durant les jours suivants.
- Pakistan : le 17 juillet 2021, Silsila Alikhil, la fille de l'ambassadeur d'Afghanistan au Pakistan Najibullah Alikhil, est enlevée à Islamabad, dès le lendemain l'ambassadeur et plusieurs hauts-diplomates sont rappelés à Kaboul le temps que les ravisseurs soient arrêtés[45].
- Irak : le 18 juillet, veille de l'Aïd al-Adha, l'explosion d'un kamikaze sur un marché de Sadr City, une banlieue chiite pauvre de Bagdad, provoque au moins 18 morts ; il s'agit du deuxième attentat dans l'agglomération de Bagdad commis en 2021[46].

### Août
- Afghanistan : le 26 août 2021, à 6 jours de la date butoir de la fin du pont aérien de Kaboul, après sa prise par les Talibans, et la chute du pays, un kamikaze de l'État islamique au Khorassan se fait exploser à la Porte de l'Abbey de l'aéroport international Hamid Karzai à Kaboul. Le bilan fait état d'au moins 170 morts dont 28 membres des talibans et 13 militaires américains, ainsi que 200 blessés dont 18 américains[47].

### Septembre
- Nouvelle-Zélande : le 3 septembre 2021, à Auckland, un homme attaque à l'arme blanche des personnes dans un supermarché, faisant 6 blessés. Le suspect connu des services de sécurité pour sa proximité avec l’État islamique a été abattu par les forces de l'ordre et l'acte a été qualifié d'attaque terroriste[48].
- Espagne : le 17 septembre, un Marocain de 28 ans, Abdellah Gmara, fonce sur la terrasse d'un restaurant à Torre-Pacheco, tuant sur le coup un client vénézulien de 46 ans et blessant deux autres personnes. Après s'être écrasé contre un mur, il se suicide en s'infligeant lui-même plusieurs coups de couteau dans l'abdomen. Décrit comme un "loup solitaire", il se serait lui-même radicalisé[49].

### Octobre
- Afghanistan :
  - le 3 octobre 2021, un kamikaze se fait exploser près de la porte d'entrée de la mosquée Id Gah (en) de Kaboul alors qu'un service funèbre pour la mère d'un dignitaire taliban se déroule à l'intérieur. Les rapports qui suivent l'attentat font état de 5 à 12 morts et de 4 à plus d'une trentaine de blessés. L'État islamique au Khorassan (une branche locale de l'EI) revendique l'attentat[50],[51].
  - le 8 octobre 2021, un kamikaze se fait exploser dans une mosquée chiite duodécimaine de Kondoz pendant la prière du vendredi, tuant des dizaines de personnes et en blessant plus d'une centaine d'autres. L'État islamique au Khorassan revendique l'attentat[52],[53].
  - le 15 octobre 2021, plusieurs kamikazes se font exploser dans une mosquée chiite de Kandahar pendant la prière du vendredi, tuant au moins 40 personnes et faisant des dizaines de blessés[54].
- Royaume-Uni : le 15 octobre 2021, le débuté britannique David Amess est assassiné de plusieurs coups de couteau lors d'une permanence qu'il tenait dans une église à Leigh-on-Sea. Le meurtrier âgé de 25 ans est arrêté par les autorités et qualifié de terroriste. L'enquête démontre qu'il s'était autoradicalisé dans la mouvance islamiste, inspirée par les shebabs somaliens[55],[56].

### Novembre
- Afghanistan : le 2 novembre 2021, un kamikaze s'est fait exploser aux portes de l'hôpital militaire de Kaboul, suivi d'une fusillade faisant 19 morts et 50 blessés au moins. L'État islamique au Khorassan revendique l'attentat. Le chef des forces militaires talibanes de Kaboul Hamdullah Mokhlis est tué dans la fusillade[57].
- Irak : Dans la nuit du 5 au 6 novembre 2021, une attaque aux drones piégés vise la résidence du premier ministre irakien Mustafa Al-Kadhimi dans la zone verte de Bagdad. Sur les 3 drones envoyés, deux sont détruits par des tirs de riposte, mais un explose contre le bâtiment blessant 2 gardes. Le premier ministre sort indemne de l'attaque[58].
- Royaume-Uni : le 14 novembre 2021, devant un hôpital pour femmes de Liverpool, un chauffeur de taxi trouve que son passager a un comportement suspect, il manipulait des fils sous sa veste. Il l'enferme alors dans le taxi et s'échappe de la voiture. Le passager se fait immédiatement exploser se tuant et blessant le chauffeur. L'attaque a été qualifiée d'acte terroriste par les autorités locales[59],[60].
- Ouganda : le 16 novembre 2021, un double attentat-suicide frappe la capitale Kampala visant le quartier général de la police et le siège du Parlement. Les explosions font au moins 3 morts et 33 blessés, le groupe terroriste État Islamique revendique l'attaque[61].
- Israël : le 21 novembre, une fusillade survient dans la vieille ville de Jérusalem. Un terroriste du Hamas tue une personne et en blesse trois autres avant d'être abattu par la police[62].

### Décembre
- Mali : le 3 décembre 2021, une attaque armée jihadiste contre un bus de civils tue au moins 30 personnes dans la région de Mopti[63].
- Irak : le 7 décembre 2021, 4 civils sont tués et 4 autres blessés dans l'explosion d'une moto piégée devant un hôpital de Bassorah[64].
- RDC : le 25 décembre 2021, un attentat suicide vise un bar de la ville de Beni dans l'est du pays faisant au moins 5 morts. Les autorités accusent le groupe rebelle ADF (Forces démocratiques alliées)[65].
- Burkina Faso : le 26 décembre 2021, une attaque djihadiste vise un convoi de commerçants, escorté par des Volontaires de défenses pour la patrie (Milice d'autodéfense locale) et fait au moins 41 morts, dans le nord du pays[66].